# 3 (álbum de Skizoo)
3 es el tercer álbum del grupo español Skizoo. Lanzado al público el 2 de junio de 2008, incluye un CD y un DVD. El CD contiene los once temas del álbum 3 y el DVD presenta material inédito de estudio, directo, cómo se hizo, etc. Todos los temas del álbum, salvo "Bla, bla, bla...", fueron compuestos por Antonio Bernardini y Jorge Escobedo (música) y por Morti (letras). El tema "Bla, bla, bla..." es una versión en español de la canción "The passenger" de Iggy Pop, compuesta por él y por Ricky Gardiner.
La grabación se llevó a cabo en los Estudios Oasis en Madrid, España, con Manolo Arévalo como ingeniero de sonido; y fue masterizado por Ue Nastasi en Sterling Sound en Nueva York, EE. UU. La fotografía corrió a cargo de José Luis Tabueña y el diseño y la dirección artística fueron realizadas por David Alvarado.

## Lista de canciones
CD
1. "Skizoofrénico" - (4:07)
2. "La cara oculta" - (4:54)
3. "Fuera de lugar" - (4:55)
4. "Nada es imposible" - (4:20)
5. "Más" - (4:53)
6. "Rebélate" - (3:45)
7. "En la espiral" - (4:00)
8. "Bla, bla, bla..." - (4:38)
9. "Casi infinito" - (4:04)
10. "Sea como sea" - (4:14)
11. "De bilis negra" - (4:42)[1]

## Componentes
- Morti: voces.
- Jorge Escobedo: guitarras y coros.
- Antonio Bernardini: guitarras.
- Dani Pérez: batería.
- Edu Fernández: bajo.[1]

## Sencillos y videoclips
- "Skizoofrénico" (2008)
- "Nada es imposible" (2008)
- "Fuera de lugar" (2009)